# Polyonax mortuarius
Polyonax mortuarius — вид птахотазових динозаврів родини Цератопсиди (Ceratopsidae), що існував у кінці крейдяного періоду (66 млн років тому) у Північній Америці. Скам'янілі рештки виду знайдені у 1973 році у відкладеннях формації Денвер у штаті Колорадо у США. Через недостатність викопного матеріалу, Polyonax mortuarius інколи розглядається як nomen dubium (сумнівний вид).

## Етимологія
Polyonax перекладається з латини як «головний над багатьма».

## Історія
Під час поїздки у 1873 році по західній частині США, палеонтолог і натураліст Едвард Коуп зібрали деякий уривчастий динозавровий матеріал, який він незабаром описав як новий рід. Ці рештки каталогізовані під номером AMNH FR 3950. Типовий матеріал включав в себе три грудних хребці, кістковий матеріал кінцівок, і те, що в даний час відоме, що рогові ядра у статевонезрілих індивідів. Хоча рештки на короткий час знаходидись упереміш з рештками гадрозаврів і навіть вважалися синонімом Trachodon, зрештою була визнана їхня приналежність до цератопсів у першій монографії про рогатих динозаврів (1907). Найостанніша ревізії описала рештки як невизначений цератопсид. Іноді вид описується як синонім Agathaumas або Triceratops.